# Пиражу (Бразилия)
Пиражу (порт. Piraju) — муниципалитет в Бразилии, входит в штат Сан-Паулу. Составная часть мезорегиона Ассис. Входит в экономико-статистический микрорегион Ориньюс. Население составляет 29 243 человека на 2006 год. Занимает площадь 505,225 км². Плотность населения — 57,9 чел./км².

## История
Город основан 25 апреля 1880 года.

## Статистика
- Валовой внутренний продукт на 2003 составляет 189.081.086,00 реалов (данные: Бразильский институт географии и статистики).
- Валовой внутренний продукт на душу населения на 2003 составляет 6.605,22 реалов (данные: Бразильский институт географии и статистики).
- Индекс развития человеческого потенциала на 2000 составляет 0,791 (данные: Программа развития ООН).

## География
Климат местности: субтропический. В соответствии с классификацией Кёппена, климат относится к категории Cfb.

## Галерея
- Собор
- Собор